# John Ainsworth-Davis
John Creyghton Ainsworth-Davis (Aberystwyth, 23 aprile 1895 – Stockland, 3 gennaio 1976) è stato un velocista britannico, specializzato nei 400 metri piani.
Ai Giochi olimpici di Anversa 1920 ha vinto la medaglia d'oro nella staffetta 4×400 metri maschile.

## Palmarès
| Anno | Manifestazione  | Sede    | Evento      | Risultato | Prestazione | Note |
| ---- | --------------- | ------- | ----------- | --------- | ----------- | ---- |
| 1920 | Giochi olimpici | Anversa | 400 m piani | 5º        | 50"0        |      |
| 1920 | Giochi olimpici | Anversa | 4×400 m     | Oro       | 3'22"2      |      |